# Without You (Re-union)
Without you is een single van Re-union.

## Achtergrond
Without you van Re-union kwam als winnaar naar voren uit een aantal voorronden en eindronde van het Nationaal Songfestival 2004. Het was de keus van de vakjury, deze had Re-union al dermate veel punten gegeven, zodat ze praktisch niet meer ingehaald kon worden door de publiekskeus Anja Wessels met Heart of Stone. De keus pakte niet goed uit: Re-union werd (na wederom een voorronde) twintigste van vierentwintig deelnemers op het Eurovisiesongfestival 2004. Daarmee veroordeelde het Nederland opnieuw tot voorronde in het jaar 2005. Een oproep van de groep rondom Re-union om voortaan niet meer mee te doen, werd niet overgenomen. Rondom Re-union werd het ook direct stil.

## Hitnotering
Without you werd redelijk gewaardeerd door de kopers, het stond relatief hoog in de hitparade.

### Nederlandse Top 40
| Positie: | 29 | 27 | 40 | uit |

### NederlandseSingle Top 100
| Positie: | 38 | 24 | 22 | 12 | 13 | 16 | 26 | 32 | 36 | 65 | 66 | 53 | uit |

### VlaamseUltratop 30
Re-union haalde voor het eerst sinds jaren als Nederlandse afgevaardigde weer eens de tipparade in Vlaanderen.
1956: De vogels van Holland / Voorgoed voorbij · 1957: Net als toen · 1958: Heel de wereld · 1959: 'n Beetje · 1960: Wat een geluk · 1961: Wat een dag · 1962: Katinka · 1963: Een speeldoos · 1964: Jij bent mijn leven · 1965: 't Is genoeg · 1966: Fernando en Filippo · 1967: Ring-dinge-ding · 1968: Morgen · 1969: De troubadour · 1970: Waterman · 1971: Tijd · 1972: Als het om de liefde gaat · 1973: De oude muzikant · 1974: Ik zie een ster · 1975: Ding-a-dong · 1976: The party's over · 1977: De mallemolen · 1978: 't Is O.K. · 1979: Colorado · 1980: Amsterdam · 1981: Het is een wonder · 1982: Jij en ik · 1983: Sing me a song · 1984: Ik hou van jou · 1986: Alles heeft ritme · 1987: Rechtop in de wind · 1988: Shangri-la · 1989: Blijf zoals je bent · 1990: Ik wil alles met je delen · 1992: Wijs me de weg · 1993: Vrede · 1994: Waar is de zon · 1996: De eerste keer · 1997: Niemand heeft nog tijd · 1998: Hemel en aarde · 1999: One good reason · 2000: No goodbyes · 2001: Out on my own · 2003: One more night · 2004: Without you · 2005: My impossible dream · 2006: Amambanda · 2007: On top of the world · 2008: Your heart belongs to me · 2009: Shine · 2010: Ik ben verliefd (sha-la-lie) · 2011: Never alone · 2012: You and me · 2013: Birds · 2014: Calm after the storm · 2015: Walk along · 2016: Slow down · 2017: Lights and shadows · 2018: Outlaw in 'em · 2019: Arcade · 2020: Grow · 2021: Birth of a new age · 2022: De diepte · 2023: Burning daylight · 2024: Europapa